# Mizengo Pinda
Mizengo Kayanza Peter Pinda (Rukwa, 12 agosto 1948) è un politico tanzaniano, primo ministro della Tanzania dal 2008 al 2015.

## Biografia
Dal 1978 al 1995 fu segretario particolare dei presidenti della Tanzania; nel 2000 venne eletto deputato nelle file dell'East Mpanda Constituency.
Nel 2006 divenne ministro per le Amministrazioni regionali, ma nel 2008 fu nominato primo ministro della Tanzania.